# Ankaragücü
Ankaragücü is een Turkse voetbalclub, opgericht in 1910. Ankaragücü behoort tot de oudste voetbalclubs van Turkije. De club speelt zijn thuiswedstrijden in het Eryamanstadion. Dit stadion deelt het met Gençlerbirliği SK. Ankaragücü betekent in het Nederlands letterlijk: Ankara Kracht. In het algemeen bleef Ankaragücü op het gebied van sportief succes altijd achter aartsrivaal Gençlerbirligi.

## Geschiedenis

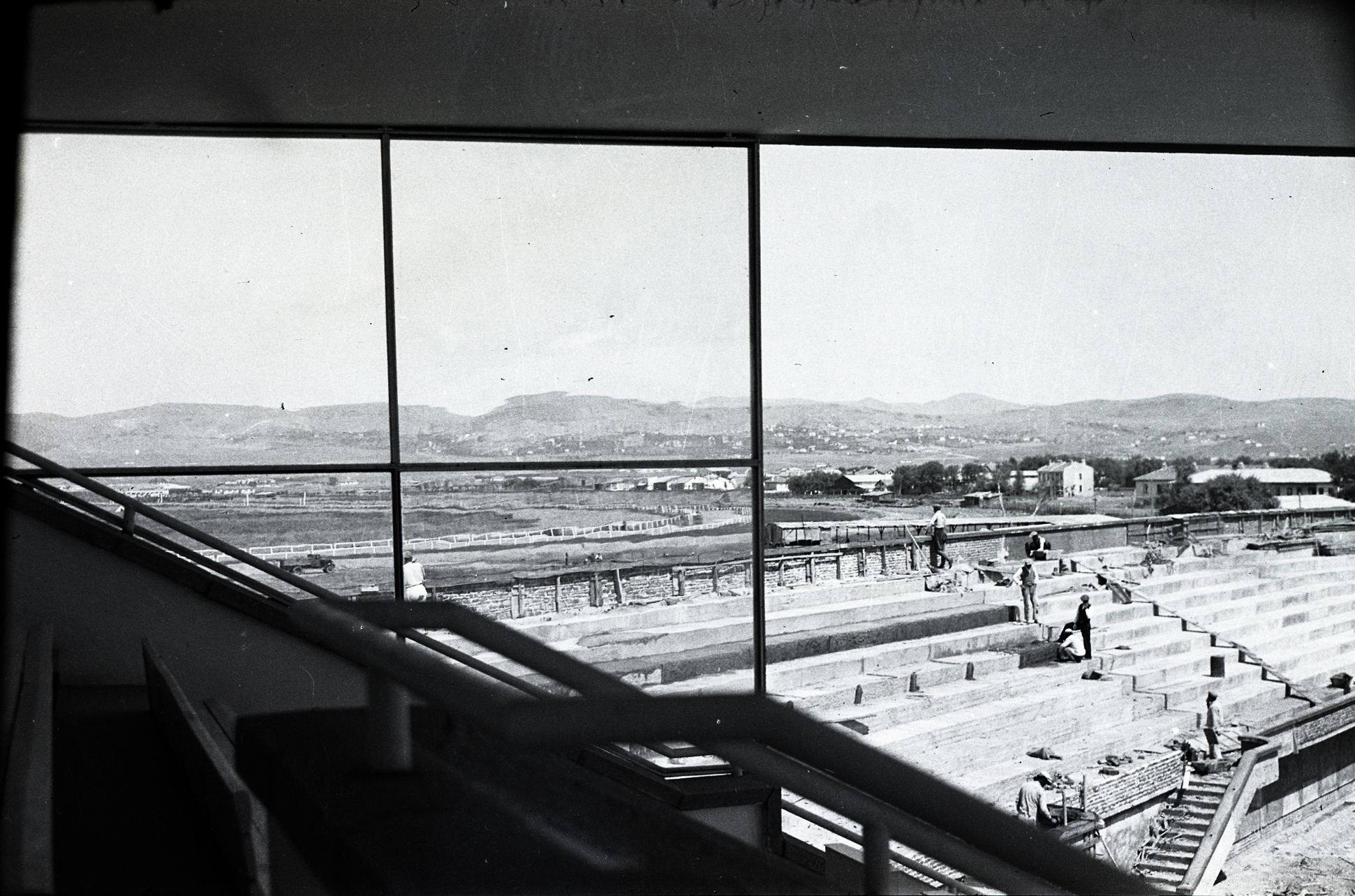
Het voormalige Ankara 19 Mayıs Stadion onder constructie, architect Paolo Vietti-Violi.

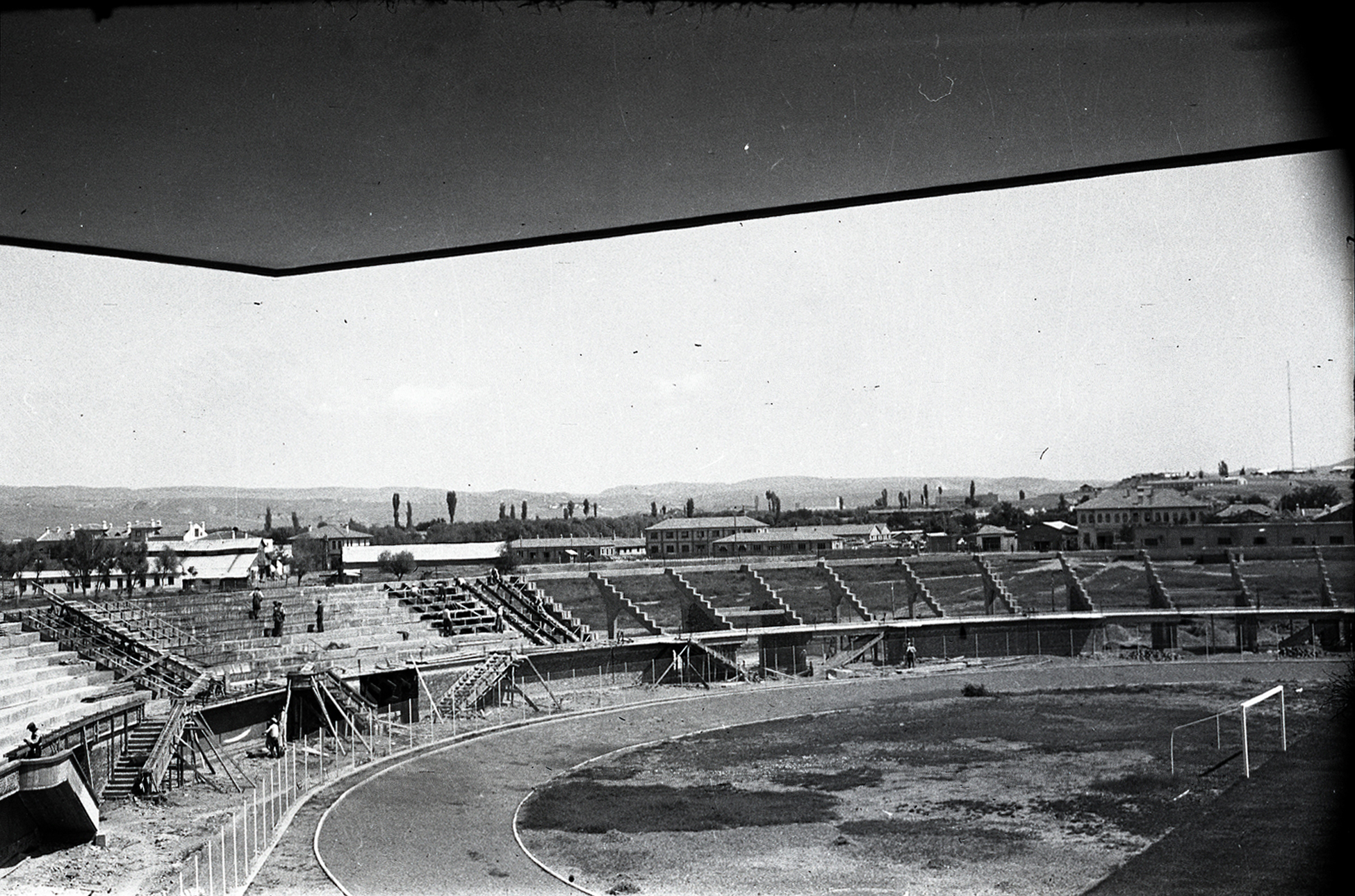
Initieel capaciteit werd beraamd op 25.000.

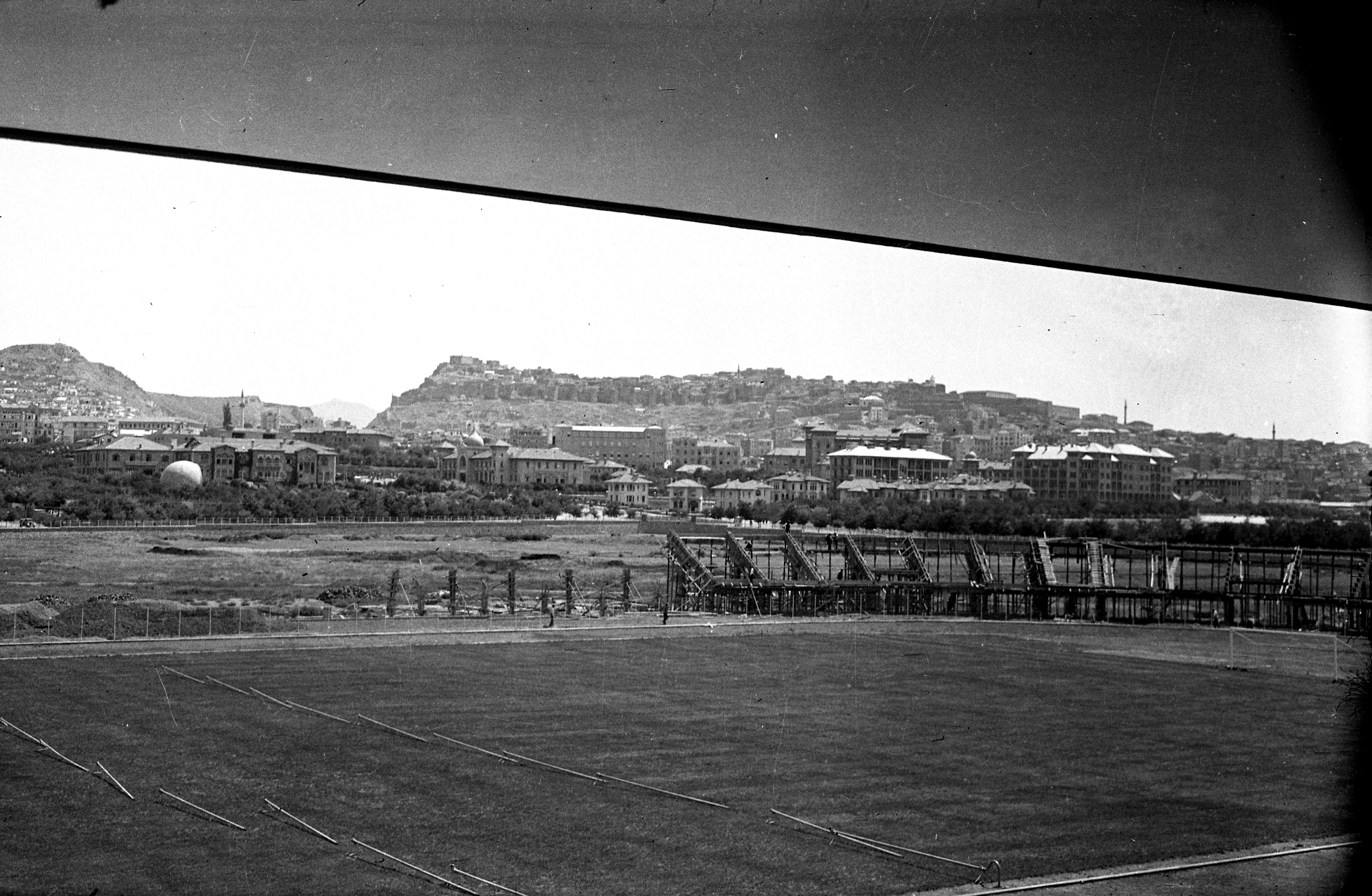
Stadion werd gebouwd ten behoeve van de Balkan Olympiades.

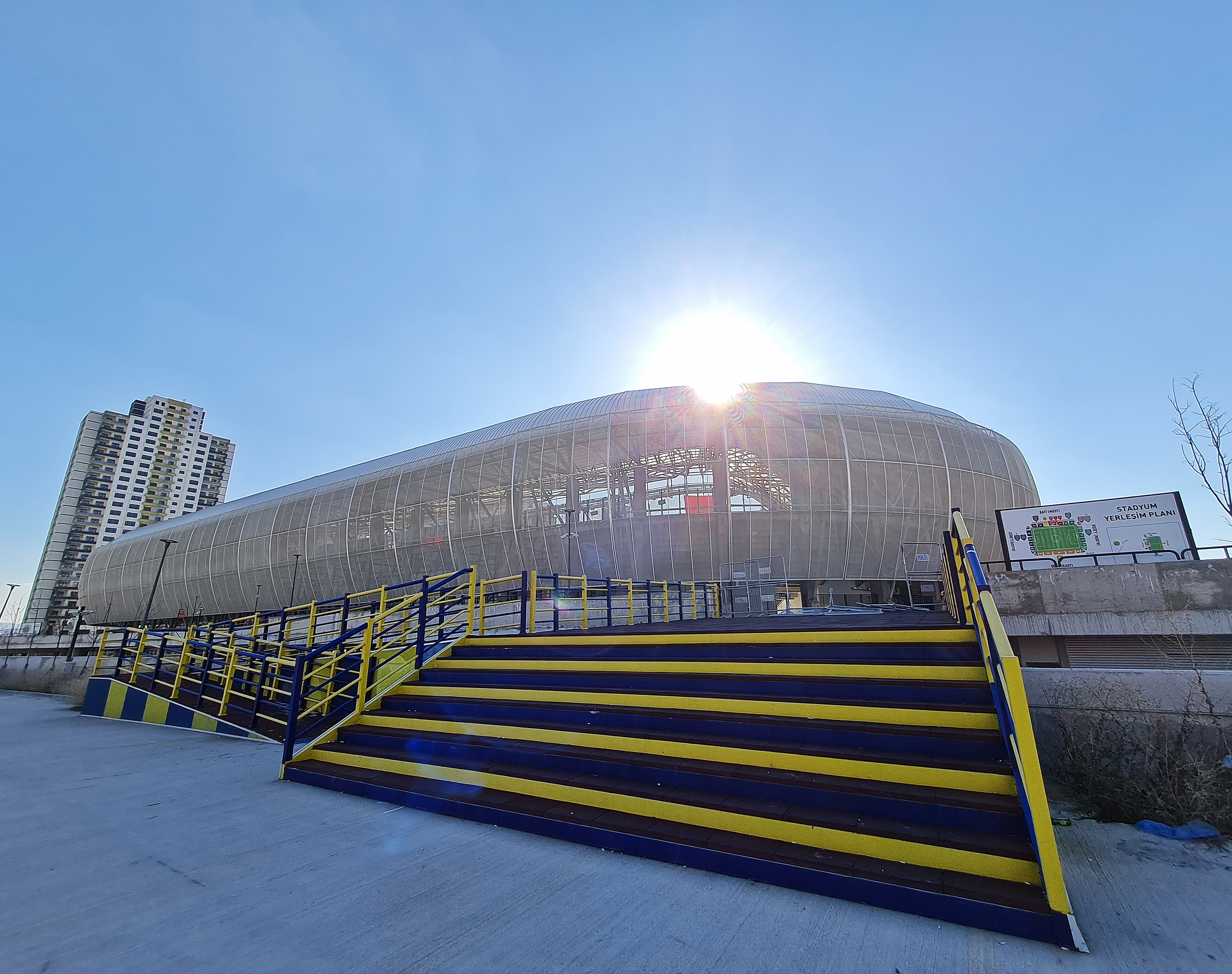
Het huidige stadion, het Eryaman.

### Oprichting
De club Ankaragücü is opgericht in 1910 door fusies van twee clubs genaamd; Turan Sanatkarangücü en Altınörs İdmanyurdu. De voetbalclub dankte zijn oprichting aan de arbeiders van het arsenaal van het leger, het İmalât-ı Harbiye in Zeytinburnu, Istanbul. Ten gevolge van de nasleep van de Eerste Wereldoorlog wilden de  vijandelijke troepen een beslag leggen op het arsenaal in de fabrieken. Om dit tegen te gaan werden de wapens en munities via Inebolu naar Ankara gebracht. Zo vestigde de club zich in de latere hoofdstad Ankara.
De club is een van de oudste ploegen van Turkije, na Beşiktaş JK (1903), Galatasaray SK (1905), Fenerbahçe SK (1907), Beykoz 1908 (1908), Anadolu Üsküdar 1908 (1908) en Vefa SK (1908).

Ankara ligt in Centraal-Anatolië.

### 1980 & Kenan Evren
Als bekerwinnaar van 1981 werd de club per decreet van president Kenan Evren, die voorheen stafchef van het Turkse leger was naar de hoogste divisie van het Turkse voetbal overgeheveld, terwijl zij in Groep B van de 2. Lig (nu: TFF 1. Lig) tweede werden achter Sakaryaspor en normaal gesproken promotie mis zouden lopen. De club heeft vijf keer in de finale van de Turkse beker gestaan, waarvan het er twee won en drie verloor.

### Broederclub Bursaspor
De club en de supportersgroep Gecekondu hebben sinds medio 1990 ook een samenwerkingsverband met Bursaspor. Deze samenwerking kreeg gestalte dankzij de tribuneleider Abdulkerim Bayraktar van de supportersgroep Teksas van Bursaspor, die in de jaren 90 ook naar wedstrijden van Ankaragücü kwam kijken.

### Ankaragücü onder Ersun Yanal
De club kende magere jaren in de Süper Lig, totdat in 2000 trainer Ersun Yanal in dienst trad. De ploeg die een jaar eerder nog dertiende eindigde, behaalde in het eerste jaar onder zijn leiding de zesde plaats, om vervolgens in het tweede jaar vierde te worden. Hiermee werd ook een ticket voor de Europese competities bemachtigd. Zonder Ersun Yanal was de eerste ronde van de UEFA Cup echter ook meteen het eindstation. Deportivo Alavés was in twee wedstrijden te sterk, 1-2 en 0-3 waren de resultaten.

### Crisis 2011-12 en de neergang
De club verkeerde in het seizoen 2011-2012 in een crisis. Het bestuur kon niet aan de verplichtingen van spelers die vorig seizoen de club hadden verlaten voldoen. Toen ook de salarissen van de spelers van het lopende seizoen niet betaald konden worden, moest de Turkse voetbalbond ingrijpen. Vele spelers mochten de club transfervrij verlaten, waardoor de club datzelfde seizoen alle overige wedstrijden in de Süper Lig met spelers van de A2 ploeg (jeugdspelers) moest spelen. Het seizoen eindigde in mineur en de club werd 18de met 11 punten, en degradeerde zo dus naar de TFF 1. Lig. Jaargang 2012-13 was niet veel beter, de club eindigde ook in de 1. Lig als 18de en laatste, waardoor degradatie nogmaals onvermijdelijk was.

### Voorzitterschap Mehmet Yiğiner
Als voorzitter van de ondernemersvereniging van Ankara nam Mehmet Yiğiner op de algemene ledenvergadering van 13 januari 2013 het voorzitterschap van Ankaragücü op zich. Het seizoen 2013-14 verliep beter dan voorgaande jaren, de club eindigde 3de in de Rode Groep van de 2. Lig. De play-offs waren het gevolg. Na in de kwartfinales afgerekend te hebben met Bandırmaspor, werd het team in de halve finales uitgeschakeld door de latere promovendus Alanyaspor. De twee opvolgende seizoenen; 2014-15 en 2015-16, wist de ploeg niet verder te komen dan een negende plek, hetgeen geen recht gaf voor deelname aan de play-offs voor promotie. De club wist in het seizoen 2016-17 het kampioenschap te behalen in de Rode Groep van de Spor Toto 2. Lig, waarmee promotie naar de TFF 1. Lig werd afgedwongen. Een seizoen later kwam met een tweede plek directe promotie naar de Süper Lig. Eind 2019 werd de voorzitter opgevolgd door Fatih Mert.

## Erelijst
- Turkse beker
  - Winnaar (2): 1972, 1981
  - Finalist (3): 1973, 1982, 1991

## Ankaragücü in Europa
Uitslagen vanuit gezichtspunt Ankaragücü
| Seizoen | Competitie   | Ronde | Land                 | Club                  | Totaalscore | 1e W    | 2e W    | PUC |
| ------- | ------------ | ----- | -------------------- | --------------------- | ----------- | ------- | ------- | --- |
| 1972/73 | Europacup II | 1R    | Vlag van Engeland    | Leeds United AFC      | 1-2         | 1-1 (T) | 0-1 (U) | 1.0 |
| 1973/74 | Europacup II | 1R    | Vlag van Schotland   | Rangers FC            | 0-6         | 0-2 (T) | 0-4 (U) | 0.0 |
| 1981/82 | Europacup II | 1R    | Vlag van Sovjet-Unie | SKA Rostov aan de Don | 0-5         | 0-3 (U) | 0-2 (T) | 0.0 |
| 1999/00 | UEFA Cup     | Q     | Vlag van Faeröer     | B36 Tórshavn          | 2-0         | 1-0 (T) | 1-0 (U) | 4.0 |
|         |              | 1R    | Vlag van Spanje      | Atlético Madrid       | 1-3         | 0-3 (U) | 1-0 (T) | 4.0 |
| 2002/03 | UEFA Cup     | 1R    | Vlag van Spanje      | Deportivo Alavés      | 1-5         | 1-2 (T) | 0-3 (U) | 0.0 |

Totaal aantal punten voor UEFA coëfficiënten: 5.0

## Bekende (ex-)spelers
Turken
- Ertan Adatepe
- Cafer Aydın
- Yalçın Ayhan
- Serkan Balcı
- Umut Bulut
- Korcan Çelikay
- Sezgin Coşkun
- İshak Doğan
- Candan Dumanlı
- Murat Duruer
- Gökhan Emreciksin
- Halil Ibrahim Eren
- Orhan Gülle
- Emre Güngör
- Cihan Haspolatlı
- Hakan Keleş
- Bilal Kısa
- Serdar Kulbilge
- Ümit Kurt
- Hami Mandıralı
- İlhan Mansız
- Serdar Özkan
- Ilhan Parlak
- Arif Peçenek
- Ali Osman Renklibay
- Hayati Soydaş
- Hasan Şaş
- Fatih Tekke
- Aydın Toscalı
- Uğur Uçar
- Orkun Uşak
- Mehmet Yıldız

Belgen
- Emre Şahin

Bosniërs
- Elvir Baljić
- Sead Sabotic

Burkinees
- Bakary Koné

Canadezen
- Michael Klukowski

Congolezen
- Thievy Bifouma

Duitsers
- Selim Teber

Egyptenaars
- Sherif Ekramy

Engelsen
- Darius Vassell

Fransen
- Jérôme Rothen

Ghanezen
- Augustine Ahinful
- Nii Lamptey

Italianen
- Alessio Cerci

Ivorianen
- Brice Dja Djédjé

Kameroenezen
- Geremi

Kroaten
- Drago Gabrić

Liberianen
- James Debbah

Marokkanen
- Moestafa El Kabir
- Youness Mokhtar

Mexicanen
- Antonio de Nigris

Nederlanders
- Baki Mercimek

Polen
- Michał Żewłakow
- Lukasz Szukala

Roemenen
- Giani Stelian Kiriţă

Senegalezen
- Ricardo Faty

Slowaken
- Marek Sapara
- Stefan Senecky
- Stanislav Šesták
- Róbert Vittek

Spanjaarden
- Jesé Rodríguez

Tsjechen
- Jan Rajnoch

Wit-Russen
- Anton Putsila